# Lobophyllia robusta
Lobophyllia robusta är en korallart som beskrevs av Yabe, Sugiyama och Katsuyuki Eguchi 1936. Lobophyllia robusta ingår i släktet Lobophyllia och familjen Mussidae. IUCN kategoriserar arten globalt som livskraftig. Inga underarter finns listade i Catalogue of Life.